# Rodovia Perito Criminal Engenheiro Antonio Carlos Moraes
A Rodovia Perito Criminal Engenheiro Antonio Carlos Moraes, mais conhecida como Interligação Planalto, é uma rodovia brasileira do estado de São Paulo. Faz a ligação entre as rodovias dos Imigrantes e Anchieta no trecho do planalto.
Possui apenas 8 km. É duplicada, com duas faixas de rolamento em cada sentido em todo seu percurso. Faz parte do Sistema Anchieta-Imigrantes e é administrava pela concessionária Ecovias dos Imigrantes.
Sua função é desviar o tráfego da Via Anchieta para a Imigrantes e vice-versa. Como caminhões e ônibus são indeterminadamente proibidos de descerem o trecho de serra pela Imigrantes, estes são obrigados a se utilizarem da Interligação Planalto para acessarem o trecho de serra da Via Anchieta, segundo informa uma Portaria da ARTESP n.º 11 de 6 de dezembro de 2002.
É utilizada também durante as operações especiais de subida e descida, quando os trechos de serra de ambas as rodovias podem sofrer reversão de sentido.